# Eumenides Dorsum

Eumenides Dorsum

Eumenides Dorsum – grzbiet na powierzchni Marsa  o długości około 569,26 km. Znajduje się na zachód od wulkanicznego regionu Tharsis na obszarze Medusae Fossae. Obszar ten rozciąga się od 9,58° szerokości północnej do −0,01° szerokości południowej oraz 155,06° do 158,46° długości zachodniej. Centrum Eumenides Dorsum znajduje się na ♂ 4,4°N 156,5°W/4,400000 -156,500000.
Decyzją Międzynarodowej Unii Astronomicznej w 1976 roku obszar ten został nazwany od mitologicznych Erynii.